# Dunkerque Seaways
Die Dunkerque Seaways ist ein 2005 als Maersk Dunkerque in Dienst gestelltes Fährschiff der Reederei DFDS Seaways, das unter diesem Namen seit 2010 auf der Strecke von Dover nach Dunkerque im Einsatz ist.

## Geschichte
Die Maersk Dunkerque lief am 29. Dezember 2004 unter der Baunummer 1523 in der Werft der Samsung Shipyard in Geoje vom Stapel. Die Ablieferung an die Norfolkline erfolgte am 27. September 2005, die Indienststellung zwischen Dunkerque und Dover im November 2005. Die Fähre ist das Typschiff der aus insgesamt drei Einheiten bestehenden Mærsk D-Klasse.
Am 11. Januar 2006 fiel die Maersk Dunkerque wegen Maschinenproblemen kurzzeitig aus. Am 18. Februar desselben Jahres traten weitere Probleme mit dem Antrieb des Schiffes auf, wegen denen die Fähre schließlich am 27. Februar zur Reparatur nach Dunkerque ging. Nach der kurzzeitigen Wiederindienststellung am 5. März 2006 musste die Maersk Dunkerque bereits am 8. März wieder zur Reparatur in die Werft, diesmal im Hafen von Rotterdam. Am 12. März 2006 konnte das Schiff schließlich wieder den Fährdienst aufnehmen.
Nach der Übernahme der Norfolkline durch DFDS und die Auflösung der Reederei erhielt die Maersk Dunkerque im Juli 2010 den neuen Namen Dunkerque Seaways. An der Einsatzstrecke von Dover nach Dunkerque änderte sich durch die Übernahme nichts.
Im Januar und Februar 2020 wurde die Dunkerque Seaways in der Werft von Damen in Dunkerque modernisiert und hierbei unter anderem mit einer neuen Relax Lounge ausgestattet.